# La Bougie du Sapeur
La Bougie du Sapeur (tiếng Pháp: [la bu.ʒi dy sa.pœʁ], nghĩa đen: Ngọn nến của anh công binh) là một tờ báo châm biếm của Pháp ra mắt năm 1980. Vì chỉ được xuất bản vào ngày nhuận, La Bougie Sapeur đã trở thành tờ báo ít được xuất bản nhất thế giới.